# Александер (Ајова)
Александер (енгл. Alexander) град је у америчкој савезној држави Ајова. По попису становништва из 2010. у њему је живело 175 становника.

## Демографија
Према попису становништва из 2010. у граду је живело 175 становника, што је 10 (6,1%) становника више него 2000. године.
| Група             | 2000.       | 2010.       |
| Белци             | 159 (96,4%) | 163 (93,1%) |
| Афроамериканци    | 0 (0,0%)    | 0 (0,0%)    |
| Азијати           | 0 (0,0%)    | 0 (0,0%)    |
| Хиспаноамериканци | 6 (3,6%)    | 12 (6,9%)   |
| Укупно            | 165         | 175         |